# Hereford, Texas
Hereford är en stad i den amerikanska delstaten Texas med en yta på 14,5 km² och en folkmängd som uppgår till 14 597 invånare (2000). Hereford är administrativ huvudort i Deaf Smith County.
Hereford grundades efter att järnvägssträckan mellan Amarillo och Farwell färdigställdes år 1899. Först kallades orten Blue Water. De federala postmyndigheterna påpekade sedan att det redan fanns en ort som hette Blue Water i Texas och då ändrades namnet till Hereford efter nötkreaturen som ranchägarna L.R. Bradley och Rat Howell förde med sig till området.

## Kända personer från Hereford
- Ron Ely, skådespelare
- Kamie Ethridge, basketspelare
- Edgar Mitchell, astronaut